# ماریا ترزا ریواس
ماریا ترزا ریواس (انگلیسی: María Teresa Rivas; ۶ مهٔ ۱۹۱۸ – ۲۳ ژوئیهٔ ۲۰۱۰) بازیگر اهل مکزیک بود.
از فیلم‌ها یا برنامه‌های تلویزیونی که وی در آن نقش داشته است می‌توان به فاندو و لیس اشاره کرد.